# 罗德兹机场
罗德兹机场，商业名称为罗德兹阿韦龙机场（法語：Aéroport de Rodez-Aveyron），是法国南部城市罗德兹的城市客运机场，位于罗德兹市区西北11公里处，横跨萨勒拉苏尔斯和奥内堡两个市镇。

## 历史
罗德兹机场的早期历史尚不清楚，该机场自1970年起开行前往巴黎-奥利机场的民用航线。2003年，瑞安航空在此设立航点。

## 航空公司与目的地
截至2025年2月，罗德兹机场开行1条固定航线和1条季节性航线。
| 航空公司   | 目的地                                       |
| ---------- | -------------------------------------------- |
| 維羅提航空 | 巴黎-奥利 季节性：阿雅克肖、巴斯蒂亚、菲加里 |
| 瑞安航空   | 季节性：布鲁塞尔南部、都柏林、倫敦史坦斯特   |

## 接驳交通
罗德兹机场前方建有停车场及出租车站点。